# Patrouille internationale des glaces
Pour les articles homonymes, voir IIP.
La Patrouille internationale des glaces (International Ice Patrol ou IIP) est un organisme, créé en 1914 à la suite du choc engendré par le naufrage du Titanic, chargé de surveiller et de relever la présence d'icebergs et de zones de glaces dans l'Océan Atlantique Nord et l'Océan Arctique afin d'assurer la sécurité des navires se trouvant dans cette zone.

## Mission
La mission de la Patrouille international des glaces est de surveiller les icebergs dans l'océan Atlantique Nord et fournir des produits d'alerte pertinents à la communauté maritime. Chaque jour, la patrouille des glaces reçoit des rapports sur les icebergs par ses propres reconnaissances aériennes, par imagerie satellite, par signalement de vols commerciaux, par les navires et même par observations depuis des phares. Une fois toutes ces données compilées, la patrouille publie une carte et un bulletin des icebergs.
Généralement, la saison des icebergs s'étend du 1er février au 31 juillet, au cours de laquelle la Garde-côte américaine patrouille activement la région des Grands Bancs de Terre-Neuve. Le reste de l'année, cette responsabilité est tenu par le Service canadien des glaces qui travaille en étroite collaboration avec la patrouille internationale des glaces dans le cadre du Service nord-américain des glaces (NAIS). Ce partenariat garantit que des produits précis sont livrés aux marins toute l'année. L'élément d'information principal de ces produits est la limite sud des icebergs qui indique aux navires où se trouvent les eaux sûres et libres de glace.

## Histoire
Lors de son voyage inaugural depuis Southampton, en Angleterre, à destination de New York, le Titanic est entré en collision avec un iceberg juste au sud de la queue des Grands Bancs de Terre-Neuve et a coulé en 2 heures et demie. La perte d'environ 1 500 vies a suscité une réaction publique suffisante des deux côtés de l'Atlantique pour pousser les gouvernements à l'action, produisant la première Convention pour la sauvegarde de la vie humaine en mer (SOLAS) en 1914.
Dans les années qui ont immédiatement suivi le naufrage, les États-Unis ont été chargés d'opérer la patrouille. La mission a été affectée au Revenue Cutter Service en 1914 et en 1915 a été transférée en tant que « Patrouille internationale des glaces » à la nouvelle Garde côtière américaine. En utilisant les navires Seneca et Miami, la mission était de localiser l'iceberg le plus au sud-est et de dériver avec lui jusqu'à ce qu'il fonde. Pendant qu'ils étaient à poste, ils aviseraient la communauté maritime transatlantique du l'emplacement de l'iceberg. Cette méthode d'alerte aux icebergs s'est poursuivie jusqu'à ce que l'utilisation d'avions pour la reconnaissance aérienne soit jugée plus efficace après la Seconde Guerre mondiale.
La patrouille des glaces utilise toujours la reconnaissance aérienne comme principale méthode de détection des icebergs tout en ajoutant la capacité de reconnaissance par satellite depuis 2017. Aujourd'hui, c'est principalement des Super Hercules HC-130J de la Garde côtière américaine, basés à la base aérienne d'Elizabeth City en Caroline du Nord, qui sont utilisés.

## Siège
L'organisation est basée à New London dans le Connecticut.

## Pays participants
La Patrouille internationale des glaces, placée sous l'autorité de l'United States Coast Guard, a été créée par treize nations actives dans la navigation transatlantique. En 2011, les pays contribuant à cet organisme sont la Belgique, le Canada (Service canadien des glaces), le Danemark, la Finlande, la France, l'Allemagne, la Grèce, l'Italie, le Japon, les Pays-Bas, la Norvège, le Panama, la Pologne, l'Espagne, la Suède, le Royaume-Uni et les États-Unis.

## Efficacité
Aucun navire ayant tenu compte de l'avertissement de la patrouille des glaces depuis sa création n'est entré en collision avec un iceberg.